# Pierre Poggioli
 (mai 2023).
Si vous disposez d'ouvrages ou d'articles de référence ou si vous connaissez des sites web de qualité traitant du thème abordé ici, merci de compléter l'article en donnant les références utiles à sa vérifiabilité et en les liant à la section « Notes et références ».
Pour les articles homonymes, voir Poggioli.
Pierre Poggioli (né le 6 février 1950) est un homme politique et écrivain corse, dirigeant historique du mouvement nationaliste corse.

## Biographie
Pierre Poggioli a été élu à l'Assemblée de Corse de 1984 (Liste union UPC-MCA, autonomistes-nationalistes) à 1998 (Coalition Corsica Nazione). Responsable de la Cuncolta di i Cumitati Naziunalisti, (CCN) 1re organisation publique de la lutte de libération nationale corse, responsable du Mouvement corse pour l'autodétermination (MCA) tous deux dissous en Conseil des ministres pour leurs liens supposés avec le Front de libération nationale corse (FLNC), puis de la Cuncolta Naziunalista avant de créer l'Accolta Naziunale Corsa, ANC (octobre 1989), dont il est le leader (1989-2005) puis le porte-parole de la coalition Fronte Populare (Accolta Naziunale Corsa-Partitu Sucialistu pà l'Indipendenza) depuis 2005, aujourd'hui dissoute pour participer à la création du mouvement Corsica Libera, membre de son exécutif et porte-parole, dont le premier congrès fondateur a eu lieu le 1er février 2009 à Corte. Il a écrit plusieurs livres sur l'histoire du mouvement nationaliste corse. Titulaire d'une maîtrise en droit (université Nice-Sophia-Antipolis, 1975) et d'un master en histoire (université de Corse-Pascal-Paoli, 2007), il est docteur en science politique, auteur d'une thèse soutenue en sciences politiques à l'Institut d'études politiques d'Aix-en-Provence en juin 2011 avec le titre « IRA-ETA-FLNC : analyse comparative ». Il a écrit de nombreux articles et analyses sur la situation en Corse.
Créateur-animateur du blog « Nutizie Nustrale » sur la situation politique en Corse et membre-fondateur en mars 2015 du cercle de réflexion et d'études « I Chjassi di u Cumunu » espace permettant à des personnes d’horizons divers de se rencontrer pour analyser et débattre des problématiques auxquelles sont confrontés la Corse et le peuple corse.
Créteur-animateur du cercle de réflexion politique "Populu/Nazione" en octobre 2020.

## Publications
Ouvrages :
- Journal de bord d'un nationaliste corse, Éditions de l'Aube, juin 1996.
- Corse : chroniques d'une île déchirée (1996-1999), L'Harmattan, juin 1999.
- De l'affaire Bonnet à Matignon, DCL éditions, juin 2001.
- Le nationalisme en question(s), DCL éditions, juillet 2003.
- Derrière les cagoules (Corse : FLNC des années 1980), DCL éditions, juillet 2004.
- FLNC, années 1970, DCL éditions, août 2006.
- L'histoire du syndicat des travailleurs corses, STC, DCL éditions, mars 2008.
- L'histoire du nationalisme corse, Éditions Anima Corsa, mars 2009.
- L'histoire du FLNC, Éditions Anima Corsa, mars 2009.
- Une histoire de l'IRA : Armée Républicaine Irlandaise, Fiara éditions, juin 2012.
- Une histoire de l'ETA : L'organisation armée basque, Fiara éditions, juin 2012.
- IRA-ETA-FLNC : Trois mouvements armés en Europe, Fiara éditions, novembre 2012

(grand prix de l'Academia corsa de Nice en juin 2012).
- Corse : entre néo-clanisme et mafia, Fiara éditions, juin 2013

(1er prix ex aequo du salon du livre insulaire d'Ouessant, catégorie Essai, août 2014)
- Derrière la vitrine : réalités corses d'aujourd’hui, éditions Fiara, février 2015.
- Irlande, Pays basque, Corse : après l'adieu aux armes, éditions Fiara, juin 2016
- Corse : Un si long chemin, éditions Fiara, avril 2016
- Girandulata murtale, ouvrage en langue corse, éditions Fiara, juin 2017.
- Corse et FLNC : une page d'histoire. Tome 1, Génération 70, éditions Fiara, mai 2018.
- Corse et FLNC : une page d'histoire. Tome 2, Clap de fin?, éditions Fiara, mars 2019.
- De la contestation aux responsabilités, Corse et Nationalisme, 2015-2019, éditions Fiara, octobre 2019
- "Girandulata murtale - Randonnée mortelle"- ouvrage bilingue-Corse/Français, éditions Fiara, février 2020
- "La mia Corsica : Memorie di un cumbattenti per a libertà di u populu corsu", Libru publicatu dà Terra e Liberazione, Sicilia, marzu 2020
- Gilets jaunes : La révolte des oubliés, éditions Fiara, décembre 2020
- "Cunfinatu : Regards sur mon île... et le monde", éditions Fiara, novembre 2021
- "Images et Écrits d'une lutte", éditions Fiara, Tome1, mars 2023
- FLNC 1976-2024 , éditions Fiara, mars 2024
- "Images et Écrits d'une lutte", 1992-2015, éditions Fiara, Tome 2, septembre 2024
- "Images et Écrits d'une lutte", 2016-2025, éditions Fiara, Tome 3, juin 2025

Participation aux ouvrages collectifs :
- Corsica, Tempi della Liberazione In “Praxis”, Parcorsi di ricerca per la Repubblica autogestita, novembre 1987, Intervention colloque de Lyon sur les dernières colonies françaises, p. 44-48.
- Ces îles que l’on dit françaises (Préface Jean-Marie Tjibaou), éditions L’Harmattan, Paris, mai 1988.
- Pruposti Pulitichi de l’A.N.C, bilingue, éditions A Fiara, juin 1991.

Travaux scientifiques :
- Participation régulière Atelier doctoral (espace d’échange entre les doctorants et les enseignants chercheurs du CHERPA). 24 février 2010 : Présentation de l’approche scientifique et du corpus théorique utilisés dans le cadre de ses recherches sous l’intitulé Approche et construction scientifique pour une analyse comparative de trois organisations armées en Europe : ETA-IRA-FLNC atelier doctoral CHERPA (consultable sur le site de l'IEP d’Aix-en–Provence).
- Participation (IEP d’Aix-en-Provence) à la IVe École d'été de politique comparée du 23-27 juin 2008, à la Ve École du 22-26 juin 2009, à la VIe École du 21-25 juin 2010 et à la VIIe École de politique comparée du 20-24 juin 2011, avec contributions de présentation de l’avancée de son projet de recherche.

Revues scientifiques :
- Pierre Poggioli, « Populismes d'hier et d'aujourd'hui », in Politeia : les cahiers de l’Association française des auditeurs de l’Académie internationale de droit constitutionnel, décembre 2013, Actualités constitutionnelles, Corse : vers une évolution statutaire n° 24, p. 111-152.
- Pierre Poggioli, Violence et action politique, in Politeia : les cahiers de l’Association française des auditeurs de l’Académie internationale de droit constitutionnel, décembre 2015, Actualités constitutionnelles, La violence armée, moyen d'action politique contre trois « démocraties » occidentales, n° 28, p. 172-203.

Autres publications :
- Le Monde diplomatique, octobre 2014, Analyse sur la nouvelle situation créée dans l’île à la suite de l'annonce de l'arrêt de la violence armée par le FLNC : Après l’IRA et l’ETA… le FLNC : l’adieu aux armes ?, p 12[2].
- Le Monde diplomatique, Manière de Voir, Bimestriel, N°186, décembre 22-janvier 23, consacré au Pouvoir des langues (Identités, Domination, Résistance) : Pour le Corse "un combat inachevé"..